# Burmagomphus vermicularis
Burmagomphus vermicularis là loài chuồn chuồn trong họ Gomphidae. Loài này được Martin mô tả khoa học đầu tiên năm 1904.